# Josh Minott
Joshua Robert Tyler Minott (Boca Raton, 25 november 2002) is een Jamaicaans-Amerikaans basketballer die vanaf 2025 als small forward uitkomt voor de Boston Celtics.

## Carrière
Minott speelde collegebasketbal voor de Memphis Tigers tijdens het seizoen 2021/22. Hij stelde zich in 2022 beschikbaar voor de NBA draft en werd als 45e in de tweede ronde gekozen door de Charlotte Hornets. Minott werd onmiddellijk geruild naar de Minnesota Timberwolves waar hij op 17 juli 2022 een contract tekende. Op 28 november 2022 maakte Minott zijn NBA-debuut in een wedstrijd tegen de Washington Wizards. Tijdens de seizoenen 2022/23 en 2023/24 speelde Minott afwisselend voor de Timberwolves en de Iowa Wolves, het geaffilieerde team van Timberwolves in de NBA G League.
Op 7 juli 2025 tekende Minott een contract bij de Boston Celtics.

## Statistieken
| Legenda | Legenda                | Legenda | Legenda                 | Legenda | Legenda               |
| ------- | ---------------------- | ------- | ----------------------- | ------- | --------------------- |
| WG      | Wedstrijden gespeeld   | WS      | Wedstrijden als starter | MPW     | Minuten per wedstrijd |
| FG%     | Fieldgoal-percentage   | 3P%     | Drie-punterpercentage   | VW%     | Vrije-worppercentage  |
| RPW     | Rebounds per wedstrijd | APW     | Assists per wedstrijd   | SPW     | Steals per wedstrijd  |
| BPW     | Blocks per wedstrijd   | PPW     | Punten per wedstrijd    | Vet     | Hoogste in carrière   |

### Regulier seizoen
| Seizoen  | Team                   | WG | WS | MPW | FG%  | 3P%  | FW%   | RPW | APW | SPW | BPW | PPW |
| -------- | ---------------------- | -- | -- | --- | ---- | ---- | ----- | --- | --- | --- | --- | --- |
| 2022/23  | Minnesota Timberwolves | 15 | 0  | 6,4 | 50,0 | 33,3 | 100,0 | 1,7 | 0,3 | 0,3 | 0,4 | 3,1 |
| 2023/24  | Minnesota Timberwolves | 32 | 0  | 2,9 | 47,2 | 40,0 | 85,7  | 0,5 | 0,3 | 0,2 | 0,2 | 1,6 |
| 2024/25  | Minnesota Timberwolves | 46 | 0  | 6,0 | 48,9 | 32,6 | 89,5  | 1,0 | 0,4 | 0,3 | 0,1 | 2,6 |
| Carrière | Carrière               | 93 | 0  | 5,0 | 48,8 | 32,9 | 90,2  | 1,0 | 0,3 | 0,3 | 0,2 | 2,3 |

### Play-ins
| Seizoen  | Team                   | WG | WS | MPW | FG%   | 3P%   | FW%   | RPW | APW | SPW | BPW | PPW |
| -------- | ---------------------- | -- | -- | --- | ----- | ----- | ----- | --- | --- | --- | --- | --- |
| 2022/23  | Minnesota Timberwolves | 1  | 0  | 3,9 | 100,0 | 100,0 | 100,0 | 0   | 0   | 0   | 0   | 7,0 |
| Carrière | Carrière               | 1  | 0  | 3,9 | 100,0 | 100,0 | 100,0 | 0   | 0   | 0   | 0   | 7,0 |

### Playoffs
| Seizoen  | Team                   | WG | WS | MPW | FG%  | 3P%  | FW% | RPW | APW | SPW | BPW | PPW |
| -------- | ---------------------- | -- | -- | --- | ---- | ---- | --- | --- | --- | --- | --- | --- |
| 2022/23  | Minnesota Timberwolves | 1  | 0  | 6,3 | 0    | 0    | —   | 0   | 0   | 2,0 | 1,0 | 0   |
| 2023/24  | Minnesota Timberwolves | 5  | 0  | 3,6 | 22,2 | 40,0 | -   | 1,0 | 0,6 | 0   | 0   | 1,2 |
| 2024/25  | Minnesota Timberwolves | 5  | 0  | 4,6 | 25,0 | 16,7 | -   | 0,0 | 0,4 | 0,0 | 0,2 | 1,0 |
| Carrière | Carrière               | 11 | 0  | 4,3 | 22,2 | 25,0 | -   | 0,5 | 0,5 | 0,2 | 0,2 | 1,0 |